# Ravenna
Ravenna er en by i den italienske region Emilia-Romagna. Ravenna har 155.751(2023) indbyggere og er hovedby i provinsen Ravenna. 
Ravenna var hovedstad i det Vestromerske Rige efter Romerrigets deling i 395 e.Kr. Byen var godt befæstet og omgivet af moseområder, og blev derfor af den første vestromerske kejser Honorius valgt til hovedstad i riget frem for først Rom så Milano og blev hovedstad i 402.
Ostrogoterne erobrede området og beholdt Ravenna som hovedstad. Ravenna fungerede som vestrigets hovedstad til den sidste kejser blev afsat i 476. Efter at det østromerske/Byzantinske rige erobrede Italien i 540, blev Ravenna de byzantinske kejseres administrative hovedstad for de italienske provinser og residens for deres guvernør (exarch). Ved byzantinernes fordrivelse fra den italienske halvø blev Ravenna en del af Kirkestaten.
Otte bygninger fra det 5. og 6. århundrede blev i 1996 opført på UNESCOs lister over verdensarv.